# Округ Тексас (Мисури)
Тексас (енгл. Texas County) је округ у америчкој савезној држави Мисури.

## Демографија
По попису из 2010. године број становника је 26.008, што је 3.005 (13,1%) становника више него 2000. године.
| Група             | 2000.          | 2010.          |
| Белци             | 22.034 (95,8%) | 24.010 (92,3%) |
| Афроамериканци    | 49 (0,2%)      | 876 (3,4%)     |
| Азијати           | 78 (0,3%)      | 81 (0,3%)      |
| Хиспаноамериканци | 221 (1,0%)     | 425 (1,6%)     |
| Укупно            | 23.003         | 26.008         |